# خالد أبو الدهب (فنان مصري)
خالد أبو الدهب (13 يوليو 1978 في القاهرة، مصر) هو ممثل مصري ومصور دولي، شارك في عدد من الأعمال الدرامية والسينمائية، كما شارك في العديد من المعارض العالمية للتصوير الفوتوغرافي، وحصل على عدد من الجوائز الدولية في التصوير الفوتوغرافي والفنون الرقمية.

## حياته
ولد خالد أبو الدهب في القاهرة، مصر، ودرس الهندسة الميكانيكية في جامعة حلوان، بدأ حياته في التمثيل منذ الصغر من مسرح الجامعة ثم إلى مسرح الهناجر منذ 2001، عمل في فترة التسعينيات كعارض في مجال الإعلانات التلفزيونية. قام بتعلم التصوير الفوتوغرافي ذاتيًا حتى الاحتراف، تميز أبو الدهب بتصوير المناظر الطبيعية والأشخاص، كما قام بالتصوير والمشاركة في الأحداث الفنية في عدد من البلاد حول العالم مثل مصر، إيطاليا، السعودية، نيجيريا، بريطانيا والإمارات العربية المتحدة، ومن خلال معايشته لثقافات مختلفة من شعوب العالم كتب عنها أبو الدهب عدد من المقالات المصورة في أكتر من مجلة عالمية ومن أبرزها مجلة ناشونال جيوغرافيك في نسختها العربية
عمل أبو الدهب مع منظمات فنية محليًا ودوليًا، ترأس أبو الدهب لجنة تحكيم بينالي سيتا دي بيروجيا بإيطاليا، وعضوية لجنة تحكيم جائزة بنين الدولية في نيجيريا، القمسيير العام لمعرض "مصر بعيون المصريين" التابع لوزارة الثقافة المصرية، كما أسس أبو الدهب دورات للتصوير الاحترافي في دبي.
خالد أبو الدهب هو سفير العلامة التجارية "ليترو إيلليوم كاميرا" على مستوى الشرق الأوسط وأفريقيا، مدير تحرير التصوير الفوتوغرافي لمجلة الطلاب العرب السعودية وعضو شبكة التعليم الدولية WEBA.

## التمثيل
شارك خالد أبو الدهب في عدد من الأعمال السينمائية والدرامية كممثل، وكانت البداية من فيلم تماسيح النيل.
- تماسيح النيل (فيلم) - 2021
- حرب أهلية (مسلسل) - 2021[11]
- يوتيرن (مسلسل) - 2022[12]
- كشف مستعجل (مسلسل) - 2023[13]
- رمضان كريم 2 (مسلسل) - 2023[14]
- عملة نادرة (مسلسل) - 2023[14]
- تلت التلاتة (مسلسل) - 2023[13]

## المعارض الفنية
- معرض "أبواب مفتوحة" جاليري المشربية، المهندسين، مصر 2018.[15]
- معرض "أطياف - سبكترا" الفردي، جاليري بيكاسو، الزمالك، مصر 2017.[16][17]
- بينالي لندن 2015، لندن، المملكة المتحدة.[16]
- بينالي شياشيانو الإيطالي في لندن (2014)، لندن، المملكة المتحدة
- بينالي شياتشيانو، فلورنسا إيطاليا (2013)[7]
- (قلعة بواسو، فيلافرانكا تيرينا)، صقلية، إيطاليا. (2010 - 2013).
- معرض جالياردي ، لندن ، المملكة المتحدة (2010 - 2013 - 2014)
- متحف شيانتشانيو للفنون، توسكانا، إيطاليا 2009
- ساحة الفنون، قطاع الفنون الجميلة، وزارة الثقافة، القاهرة، مصر 2011
- مركز دبي العالمي للفنون، دبي، الإمارات العربية المتحدة 2009
- متحف السينما والتلفزيون (Turvak) ، اسطنبول ، تركيا 2010

## الجوائز الدولية
حصل أبو الدهب على عدد من الجوائز الدولية في مجال التصوير الفوتوغرافي من دول عدة.
- جائزة محمد بن راشد للتسامح 2019، المركز الأول، الإمارات العربية المتحدة.[18]
- جائزة لندن بينالي في الفنون الرقمية 2015، لندن ، المملكة المتحدة.[19]
- جائزة كينتشانوا بينالي 2013، توسكانا، إيطاليا.[20]
- جائزة ثاني أفضل لقطة على مستوى العالم في الاستخدام المتقدم جدًا لمعدات الإضاءة، مسابقة بروفوتو الدولية للتصوير الفوتوغرافي، الولايات المتحدة الأمريكية.